# Ceratitis lobata
Ceratitis lobata är en tvåvingeart som beskrevs av Munro 1933. Ceratitis lobata ingår i släktet Ceratitis och familjen borrflugor. Inga underarter finns listade i Catalogue of Life.